# Regeringen Angela Merkel III
Regeringen Angela Merkel III var Tysklands forbundsregering fra 2013 til 2018.
Regeringen blev oprettet den 17. december 2013, 86 dage efter Forbundsdagsvalget 2013, og bestod af den kristendemokratiske CDU, deres bayeriske søsterparti CSU og den socialdemokratiske SPD. 
|                                             | Portefølje                                                      | Minister                            | Parti |
| ------------------------------------------- | --------------------------------------------------------------- | ----------------------------------- | ----- |
|                                             | Forbundskansler                                                 | Angela Merkel                       | CDU   |
|                                             | Vicekansler                                                     | Sigmar Gabriel                      | SPD   |
|                                             | Udenrigsminister                                                | Frank-Walter Steinmeier (2013–2017) | SPD   |
| Sigmar Gabriel (2017–2018)                  | Udenrigsminister                                                |                                     | SPD   |
|                                             | Indenrigsminister                                               | Thomas de Maizière                  | CDU   |
|                                             | Minister for justits og forbrugerbeskyttelse                    | Heiko Maas                          | SPD   |
|                                             | Finansminister                                                  | Wolfgang Schäuble (2013–2017)       | CDU   |
| Peter Altmaier (kommissarisk; 2017–2018)    | Finansminister                                                  |                                     | CDU   |
|                                             | Økonomi- og energiminister                                      | Sigmar Gabriel (2013–2017)          | SPD   |
| Brigitte Zypries (2017–2018)                | Økonomi- og energiminister                                      |                                     | SPD   |
|                                             | Arbejds- og socialminister                                      | Andrea Nahles (2013–2017)           | SPD   |
| Katarina Barley (kommissarisk; 2017–2018)   | Arbejds- og socialminister                                      |                                     | SPD   |
|                                             | Minister for ernæring og landbrug                               | Hans-Peter Friedrich (2013–2014)    | CSU   |
| Christian Schmidt (2014–2018)               | Minister for ernæring og landbrug                               |                                     | CSU   |
|                                             | Forsvarsminister                                                | Ursula von der Leyen                | CDU   |
|                                             | Minister for familie, ældre, kvinder og ungdom                  | Manuela Schwesig (2013–2017)        | SPD   |
| Katarina Barley (2017–2018)                 | Minister for familie, ældre, kvinder og ungdom                  |                                     | SPD   |
|                                             | Sundhedsminister                                                | Hermann Gröhe                       | CDU   |
|                                             | Minister for transport og digital infrastruktur                 | Alexander Dobrindt (2013–2017)      | CSU   |
| Christian Schmidt (kommissarisk; 2017–2018) | Minister for transport og digital infrastruktur                 |                                     | CSU   |
|                                             | Minister for miljø, naturbeskyttelse, bolig og reaktorsikkerhed | Barbara Hendricks                   | SPD   |
|                                             | Minister for undervisning og forskning                          | Johanna Wanka                       | CDU   |
|                                             | Minister for økonomisk samarbejde og udvikling                  | Gerd Müller                         | CSU   |
|                                             | Chef for forbundskansleriet                                     | Peter Altmaier                      | CDU   |